# Hialotecnia
Hialotecnia é o nome dado ao processo de moldagem do vidro e também considerada como a arte de fabricação de vidraria científica para laboratórios.
Sua idade é datada dos tempos da alquimia, os mestres do fogo como eram chamados, tinham a habilidade de preparar o seu próprio vidro, desenvolvendo os vidros cada vez mais resistentes. Atualmente os chamados de quartzo, ou quarzo de vidro são os mais resistentes vidros já fabricados, sua fundição supera os 2.000 ºC. Seguidos dos borossilicatos que são os com maiores aplicações no cotidiano científico.
Juntos os hábeis vidreiros desenvolviam com os mais brilhantes alquimistas, as curas para os males do mundo, buscavam descobrir um elixir para a longa vida, e buscavam transformar metais em ouro.
"A hialotecnia como campo do conhecimento refere-se à manipulação do vidro no desenvolvimento de vidrarias para pesquisa e se encontra presente em diversas áreas do conhecimento, impactando diretamente o desenvolvimento da ciência, o modo e a qualidade de vida das pessoas. Inicialmente foi concebida como um saber mais próximo das artes do que do saber técnico, todavia, o conhecimento científico forneceu à hialotecnia o espaço necessário para inovar de forma sistemática e esta retribuiu ao desenvolver instrumentos vítreos que propiciaram descobertas científicas e ampliação do conhecimento humano." (SILVA, Wladmir T., FILGUEIRAS, Carlos A.L. Hialotecnia e seu papel histórico no desenvolvimento da ciência.XXII Encontro Regional da sociedade Brasileira de Química- Minas Gerais,2018.)
Palavras Chave: Hialotecnia, História da Ciência, Inovação, Vidro, Vidraria Científica.